# Golpe constitucional
Un golpe constitucional ocurre cuando una persona o grupo toma el poder político de una manera consistente con la constitución de su país, a diferencia de un golpe de Estado violento tradicional, a menudo explotando lagunas o ambigüedades en dicha constitución. Los partidarios de los golpes constitucionales explotan su poder político para apoderarse de más de forma semilegal. Los golpes constitucionales pueden llevarse a cabo de muchas maneras, incluida la eliminación de límites de mandato o edad, cambiando las reglas electorales para obstaculizar a los candidatos de la oposición y posponiendo las elecciones indefinidamente.
Los golpes constitucionales a menudo se ven facilitados por instituciones democráticas débiles y una ausencia de «cultura democrática» dentro de los países. Las luchas entre facciones rivales, particularmente entre grupos etnoculturales o religiosos, son un facilitador común de golpes constitucionales. Los golpes constitucionales a menudo involucran parlamentos dispuestos y participativos, y los cambios en los límites de los mandatos suelen ir acompañados de otros cambios constitucionales destinados a debilitar la oposición política y garantizar victorias electorales. Estos golpes se consideran un hecho relativamente reciente en las democracias globales.